# Stanley Ridges
Stanley Ridges (1890-1951) est un acteur britannique.

## Filmographie partielle
- 1934 : Crime Without Passion de Ben Hecht et Charles MacArthur
- 1936 : Sous les ponts de New York (Winterset) d'Alfred Santell
- 1937 : La Loi du milieu (Internes Can't Take Money) d'Alfred Santell : Dan Innes
- 1938 : Miss Manton est folle (The Mad Miss Manton) de Leigh Jason : Edward Norris
- 1938 : Le Roi des gueux (If I Were King) de Frank Lloyd : René de Montigny
- 1938 : Ah ! Quelle femme ! (There's That Woman Again) d'Alexander Hall
- 1939 : À chaque aube je meurs (Each Dawn I Die) de William Keighley : Meuller
- 1939 : Pacific Express (Union Pacific) de Cecil B. DeMille : Général Casement
- 1939 : Laissez-nous vivre (Let Us Live) de John Brahm
- 1939 : Agent double (Espionage Agent) de Lloyd Bacon : Hamilton Peyton
- 1939 : Jeunesse triomphante (Dust Be My Destiny) de Lewis Seiler : Charlie Garrett
- 1940 : Vendredi 13 (Black Friday) d'Arthur Lubin : Professeur George Kingsley / Red Cannon
- 1941 : Sergent York de Howard Hawks : Major Buxton
- 1941 : Le Vaisseau fantôme (The Sea Wolf) de Michael Curtiz : Johnson
- 1941 : La Charge fantastique (They Died with Their Boots On) de Raoul Walsh : Major Romulus Taipe
- 1942 : Les Yeux dans les ténèbres (Eyes in the Night) de Fred Zinnemann : Hansen
- 1942 : To Be or Not to Be d'Ernst Lubitsch : Professeur Alexander Siletsky
- 1942 : Le Caïd (The Big Shot) de Lewis Seiler
- 1942 : Madame veut un bébé (The Lady Is Willing) de Mitchell Leisen : Kenneth Hanline
- 1943 : Air Force de Howard Hawks :  Major Mallory
- 1943 : False Faces de George Sherman
- 1944 : L'Odyssée du docteur Wassell (The Story of Dr. Wassell) de Cecil B. DeMille : Commandant William B. 'Bill' Goggins
- 1945 : Capitaine Eddie (Captain Eddie) de Lloyd Bacon : Col. Hans Adamson
- 1946 : Le Passage du canyon (Canyon Passage) de Jacques Tourneur : Jonas Overmire
- 1947 : La Possédée (Possessed) de Curtis Bernhardt : Dr. Harvey Williard
- 1948 : La Chevauchée de l'honneur (Streets of Laredo) de Leslie Fenton : Le major Bailey
- 1949 : You're My Everything de Walter Lang : M. Henry Mercer
- 1949 : Horizons en flammes de Delmer Daves : Sénateur Bentley
- 1950 : La porte s'ouvre (No way out) de Joseph L. Mankiewicz : Dr. Sam Moreland
- 1950 : La Femme à l'écharpe pailletée (The File on Thelma Jordan) de Robert Siodmak : Kingsley Willis
- 1950 : La Rue de traverse (Paid in Full), de William Dieterle : Dr. P.J. 'Phil' Winston
- 1951 : Nuit de noces mouvementée (The Groom Wore Spurs) de Richard Whorf : Harry Kallen